# Malacoptila
Malacoptila és un gènere d'ocells de la família dels bucònids (Bucconidae).
El gènere Malacoptila va ser introduït l'any 1841 pel zoòleg anglès George Robert Gray. El nom combina el grec antic «malakos» que significa “suau” amb «ptilon» que significa “plomatge” o “ploma”. L'espècie tipus és el barbacoll pitblanc.

## Llista d'espècies
La majoria d'autoritats taxonòmiques consideren que aquest gènere està format per 7 espècies:
- barbacoll canós (Malacoptila fulvogularis).
- barbacoll pitblanc (Malacoptila fusca).
- barbacoll de bigotis (Malacoptila mystacalis).
- barbacoll de bigotis blancs (Malacoptila panamensis).
- barbacoll coll-roig (Malacoptila rufa).
- barbacoll de clatell daurat (Malacoptila semicincta).
- barbacoll ratllat gros (Malacoptila striata).

Tanmateix, HBW/BirdLife Digital Checklist versió 8.1 considera una vuitena espècie: barbacoll ratllat petit (Malacoptila minor) que la resta la considera subespècie d'M. striata.